# Siebenschneiderstein

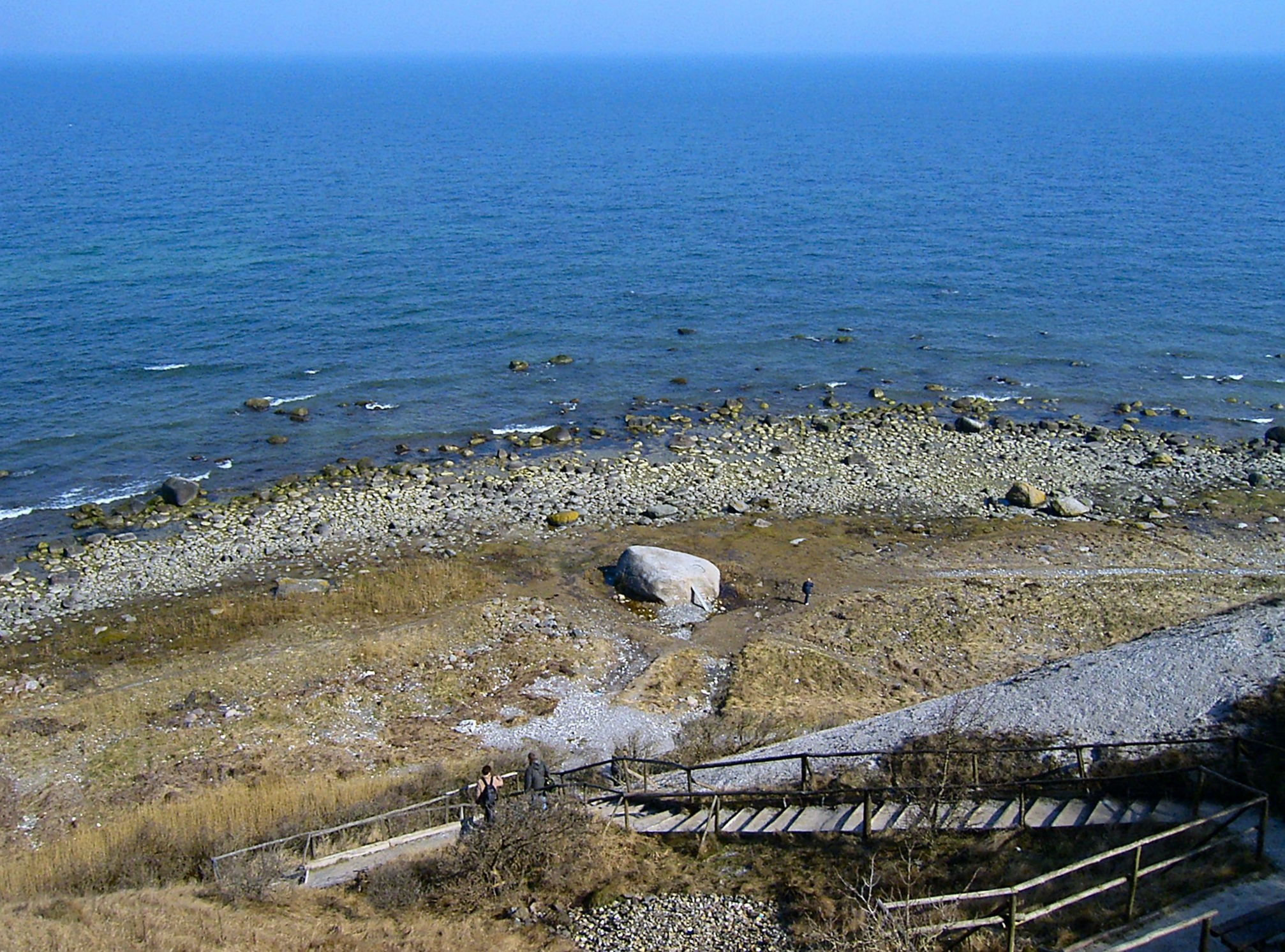
Gellort, på nordspetsen av Rügen med flyttblocket Siebenschneiderstein.

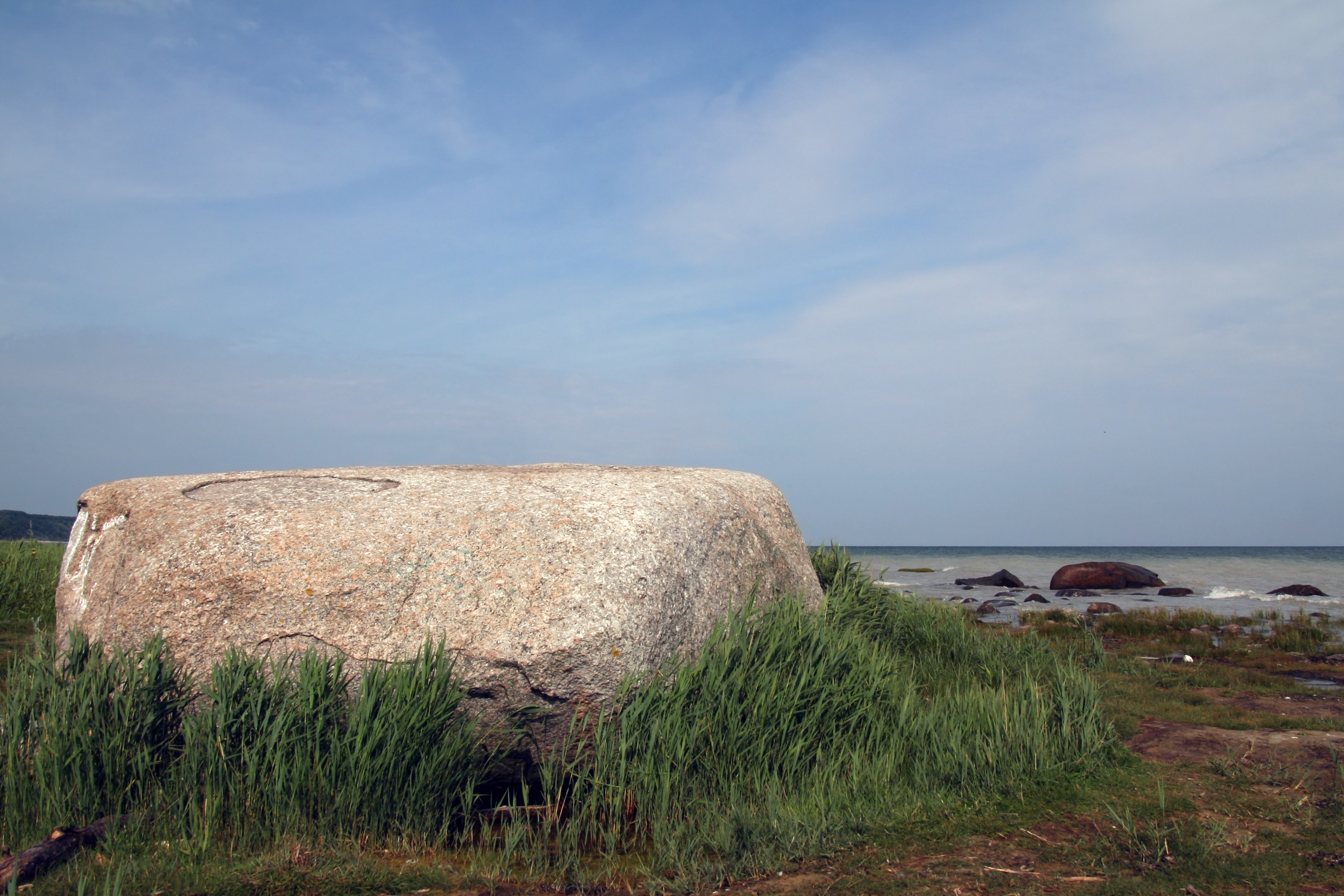
Närbild av Siebenschneiderstein.

Siebenschneiderstein (lågtyska: Söbenschniedersteen) är ett flyttblock av grovkornig karlshamnsgranit på den tyska ön Rügen. Det ligger på stranden nedanför och cirka 22 meter från klippan Gellort en kilometer nordväst om Kap Arkona. Flyttblocket, som har en volym på 61 m³ och väger 165 ton är, liksom alla flyttbock på ön, en skyddad geotop.
Siebenschneiderstein är inte Rügens största flyttblock; det är Buskam som har en volym på 600 m³. Det är dock öns, och därmed östra Tysklands nordligaste punkt.